# Megszűnt NBA-csapatok listája

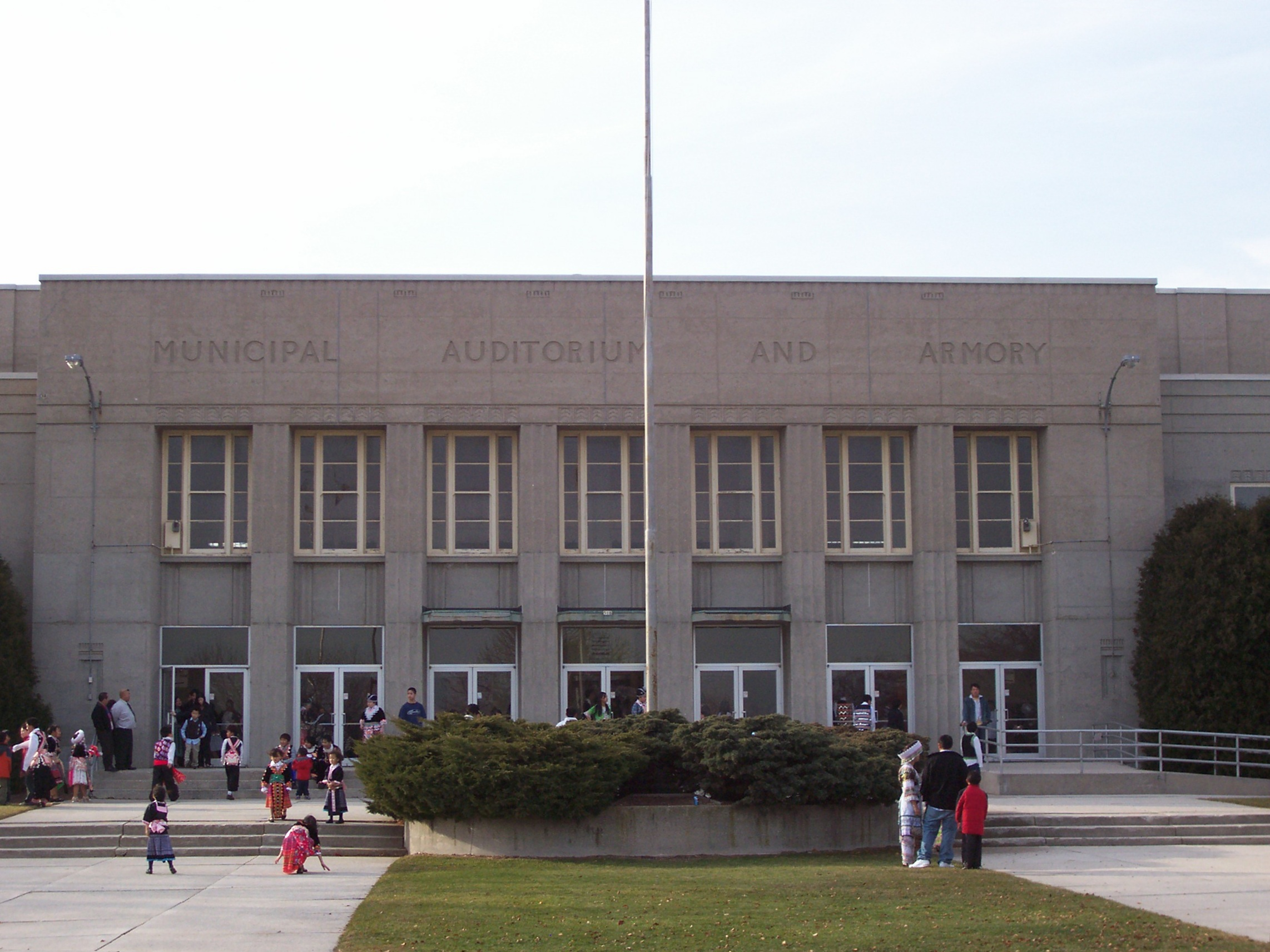
A Sheboygan Municipal Auditorium and Armory a Sheboygan Redskins otthona volt.

A National Basketball Association (NBA) egy észak-amerikai profi kosárlabdaliga, amelyben 30 csapat játszik (29 az Egyesült Államokból, egy Kanadából). Az NBA-t New York-ban alapították 1946. június 6-án Basketball Association of America (BAA) néven. A mai napig használt nevét az 1949–1950-es szezon előtt vette fel a liga, mikor egyesült a National Basketball League-gel (NBL).
Az NBA történetében 15 csapat szűnt meg, amelyből kilenc csak egy évet játszott a ligában. Az Anderson Packers, az eredeti Denver Nuggets, az Indianapolis Jets, a Sheboygan Red Skins és a Waterloo Hawks játszott az NBL-ben mielőtt csatlakoztak az NBA-hez, míg az eredeti Baltimore Bullets az American Basketball League és az NBL tagja volt az NBA előtt. A Pakcers, a Red Skins és a Waterloo Hawks elhagyta a ligát, hogy az NPBL-ben játszhasson és az egyetlen csapatok a listán, akik játszottak az NBA-n kívül. Az eredeti Bullets volt az utolsó csapat, amely megszűnt a ligában (1954–55), és egyben az egyetlen franchise, aki az ilyen csapatok közül bajnok lett. A Chicago Stags, az Indianapolis Olympians, a Cleveland Rebels, a Packers és a Red Skins létezésüknek minden évében bejutottak a rájátszásba.
Több város, amelyben megszűnt NBA-franchise, napjainkban is rendelkezik NBA-csapattal: Chicago, Cleveland, Denver, Detroit, Indianapolis, Toronto és Washington. Ezzel ellentétben Providence, Anderson, és Sheboygan is maximum egy órára van egy jelenleg létező NBA-csapattól. Saint Louisban és Buffalóban is volt később újabb csapat, de egyik se maradt sokáig.

## Csapatok
| * | Olyan csapatot jelöl, amely nyert bajnoki címet. |

| Csapat                  | Város                    | Aktív évek        | Szezonok | Gy-V    | Gy%   | Szereplések a rájátszásban | For.         |
| ----------------------- | ------------------------ | ----------------- | -------- | ------- | ----- | -------------------------- | ------------ |
| Anderson Packers        | Anderson, Indiana        | 1949–1950         | 1        | 37–27   | 57.8% | 1                          | [ 6 ]        |
| Baltimore Bullets*      | Baltimore, Maryland      | 1947–1954         | 8        | 158–292 | 35.1% | 3                          | [ 7 ]        |
| Buffalo                 | Buffalo, New York        | Soha nem játszott | 0        | 0–0     | N/A   | 0                          | [ 8 ]        |
| Chicago Stags           | Chicago, Illinois        | 1946–1950         | 4        | 145–92  | 61.2% | 4                          | [ 9 ] [ 10 ] |
| Cleveland Rebels        | Cleveland, Ohio          | 1946–1947         | 1        | 30–30   | 50.0% | 1                          | [ 11 ]       |
| Denver Nuggets          | Denver, Colorado         | 1949–1950         | 1        | 11–51   | 17.7% | 0                          | [ 12 ]       |
| Detroit Falcons         | Detroit, Michigan        | 1946–1947         | 1        | 20–40   | 33.3% | 0                          | [ 13 ]       |
| Indianapolis            | Indianapolis, Indiana    | Soha nem játszott | 0        | 0–0     | N/A   | 0                          | [ 8 ]        |
| Indianapolis Jets       | Indianapolis, Indiana    | 1948–1949         | 1        | 18–42   | 30.0% | 0                          | [ 14 ]       |
| Indianapolis Olympians  | Indianapolis, Indiana    | 1949–1953         | 4        | 132–137 | 49.1% | 4                          | [ 15 ]       |
| Pittsburgh Ironmen      | Pittsburgh, Pennsylvania | 1946–1947         | 1        | 15–45   | 25.0% | 0                          | [ 16 ]       |
| Providence Steamrollers | Providence, Rhode Island | 1946–1949         | 3        | 46–122  | 27.4% | 0                          | [ 17 ]       |
| Sheboygan Red Skins     | Sheboygan, Wisconsin     | 1949–1950         | 1        | 22–40   | 35.5% | 1                          | [ 18 ]       |
| St. Louis Bombers       | St. Louis, Missouri      | 1946–1950         | 4        | 122–115 | 51.5% | 3                          | [ 19 ]       |
| Toronto Huskies         | Toronto, Ontario         | 1946–1947         | 1        | 22–38   | 36.7% | 0                          | [ 20 ]       |
| Washington Capitols     | Washington, D.C.         | 1946–1951         | 5        | 157–114 | 57.9% | 4                          | [ 21 ]       |
| Waterloo Hawks          | Waterloo, Iowa           | 1949–1950         | 1        | 19–43   | 30.6% | 0                          | [ 22 ]       |